# Na boykom meste
Na boykom meste é um filme de drama russo de 1911 dirigido por Pyotr Chardynin.

## Enredo
A Evgenia fez de tudo pela prosperidade do negócio. Era isso que o Bessudny queria, mas sua modesta irmã Anna era diferente. Ela estava apaixonada pelo proprietário de terras Milovidov, que costumava visitá-los, e esse sentimento era mútuo. Mas Evgenia não gostou.

## Elenco
- Arsenii Bibikov
- Pyotr Biryukov
- Pavel Knorr
- Ivan Mozzhukhin
- Vera Orlova
- Lyubov Varyagina